# William Jackson
William Kilgour Jackson  (Lamington, South Lanarkshire, 14 maart 1871 - Symington, South Lanarkshire, 26 januari 1955) was een Brits curlingspeler.

## Biografie
Jackson nam samen met zijn zoon Laurence deel aan de Olympische Winterspelen 1924 in het Franse Chamonix. Jackson won tijdens deze spelen de gouden medaille.